# Claire Donahue
Claire Christine Donahue (Dallas, 12 de janeiro de 1989) é uma nadadora norte-americana.
Ganhou duas medalhas de ouro nos Jogos Pan-Americanos de 2011. Participou dos Jogos Olímpicos de Londres 2012 nos 100 metros borboleta, terminando em sétimo lugar, e integrou a equipe campeã nos 4x100 m medley.